# Aren Inoue
Aren Inoue (japanisch 井上 愛簾 Inoue Aren; * 19. September 2006 in der Präfektur Kanagawa) ist ein japanischer Fußballspieler.

## Karriere

### Verein
Aren Inoue erlernte das Fußballspielen in den Jugendmannschaften des Erstligisten Sanfrecce Hiroshima. Sein Erstligadebüt für den Verein aus Hiroshima gab der Jugendspieler am 7. April 2024 (7. Spieltag) im Heimspiel gegen Shonan Bellmare. Bei dem 2:0-Heimerfolg wurde er in der 90.+10 Minute für Mutsuki Katō eingewechselt.
Am 1. Februar 2025 soll er einen Vertrag bei Sanfrecce Hiroshima unterschreiben.

### Nationalmannschaft
Aren Inoue spielte 2023 sechsmal in der japanischen U17-Nationalmannschaft. Mit der Mannschaft nahm er in Indonesien an der U-17-Fußball-Weltmeisterschaft 2023 teil. Hier erreichte man das Achtelfinale, das man jedoch gegen Spanien mit 2:1 verlor.